# Lijst van vrijmetselaars uit Frankrijk
Dit is een lijst van bekende vrijmetselaars uit Frankrijk.
Opmerking vooraf: aangezien er een strikte zwijgplicht bestaat onder logebroeders over alles wat binnen de muren van de zittingen gebeurt en over het lidmaatschap, is het soms moeilijk het lidmaatschap van personen te verifiëren.

## A
- Edmond About, schrijver[1]
- Robert Ambelain, occultist
- François Arago, socialistisch politicus en minister[2]

## B
- Jean Sylvain Bailly, sterrenkundige en politicus
- Josephine Baker, danseres, zangeres en actrice
- Frédéric-Auguste Bartholdi, beeldhouwer[3][4]
- Eugène de Beauharnais, onderkoning van Italië onder Napoleon[5]
- François Adrien Boieldieu, componist
- Jérôme Bonaparte, koning of Westfalen[5]
- Jozef Bonaparte, koning van Napels en Spanje[1]
- Lodewijk Napoleon Bonaparte, koning van Holland[5]
- Lucien Bonaparte, politicus[5]
- Napoleon Bonaparte, keizer van Frankrijk
- Nicolas de Bonneville, occultist[6]
- Jules Boucher, occultist
- Léon Bourgeois, socialistisch politicus en premier en nobelprijswinnaar[2]
- Aristide Briand, politicus[7][8][9]
- Jean Bricaud, occultist

## C
- Pierre Choderlos de Laclos, generaal[1]
- Charles Cousin-Montauban (1796-1878), premier[1]
- Jacques Cazotte, filosoof
- Nicolas Chamfort, schrijver[1]
- Nicolas de Condorcet, wiskundige en filosoof[10]
- Constant Chevillon, occultist
- André Citroën, autoconstructeur[10]
- Louis Eugène Cavaignac, generaal, politicus en premier[2]
- Jacques Marie Eugène Godefroy Cavaignac, politicus[2]
- Louis Nicolas Clérambault
- Emile Combes, Frans premier[11]
- Antoine Court de Gébelin, schrijver

## D
- Georges Danton, revolutionair
- Alexandre de Beauharnais, generaal
- Eugène de Beauharnais, generaal
- Louis duc Decazes, conservatief politicus en premier[2]
- Honoré Gabriel de Riqueti conte de Mirabeau, revolutionair[1]
- Maximilien de Robespierre, revolutionair
- Jean Théophile Désaguliers, pastor en wetenschapper, ... (GLE)
- François Devienne, componist
- Camille Desmoulins, politicus
- Denis Diderot, filosoof en schrijver[6]
- Paul Doumer, president van Frankrijk
- Gaston Doumergue, president van Frankrijk
- Fernand Dubief, politicus en minister[2]
- Charles Duclerc, politicus en minister[2]
- Charles-François Dumouriez, generaal
- Henry-Charles Dupont, ingenieur

## E
- Gustave Eiffel, architect en bouwer Eiffeltoren
- Gérard Encausse (Papus), occultist
- Philippe Encausse, Martinist
- Chevalier d'Éon, militair en spion[6][12]

## F
- Edgar Faure, liberaal politicus en premier[2]
- Félix Faure, president van Frankrijk
- Jules Favre, politicus[2]
- Jules Ferry, politicus en minister
- Charles Floquet, politicus[2]
- Johann Georg Adam Forster, wetenschapper
- Joseph Fourier, wis- en natuurkundige

## G
- Léon Gambetta, politicus[1][13]
- René Goblet[2]
- René Guénon
- Joseph-Ignace Guillotin, arts en politicus tijdens de Franse Revolutie

## J
- Joseph Joffre, maarschalk van Frankrijk[13]

## L
- Gilbert du Mortier marquis de La Fayette, generaal en politicus tijdens de Franse en Amerikaanse Revolutie[14][15]
- Georges Lagrèze
- Joseph-Jérôme Lefrançais de Lalande, sterrenkundige
- Augustus Le Plongeon, fotograaf en archeoloog
- Philippe Le Royer[2]
- Eliphas Levi
- Eduard Lockroy[2]
- Auguste Franz Lumière, uitvinder van de cinema

## M
- Joseph de Maistre, schrijver en filosoof[1]
- Jean-Paul Marat (1743-1793), geneesheer en politicus, King Head Jeward London (GLE) en La Bien Aimée Amsterdam (GON)[14]
- Jules Méline[2]
- Joachim Murat, maarschalk van Frankrijk en koning van Napels
- Alexandre Millerand, president van de Franse Republiek
- Gaspard Monge, wiskundige
- Ernest Monis[2]
- Charles de Secondat baron de La Brède et de Montesquieu, filosoof[1]
- Jacques Etienne Montgolfier, uitvinder van de heteluchtballon
- Joseph Michel Montgolfier, uitvinder van de heteluchtballon
- Jean Moulin, verzetsheld uit de Tweede Wereldoorlog

## N
- Michel Ney (1769-1815), maarschalk van Frankrijk, Saint-Jean de Jérusalem Nancy (GOdF) La Candeur Camp de Boulogne (GOdF), Saint-Frédéric des Amis Choisis Boulogne-sur-Mer (GOdF)[14]

## O
- Nicolas Charles Oudinot duc de Reggio (1767-1847), maarschalk van Frankrijk,  Saint-Jean de Jérusalem Nancy (GOdF), L'Amitié Arras (GOdF), Saint-Napoléon Amsterdam (GON), Les Propogateurs de la Tolérance Paris (GOdF), AASR (33°)[14]

## P
- Eugène Pelletan (1813-1884), journalist en politicus, L'Avenir Paris (GOdF)[2]
- Louis-Philippe duc d'Orléans (1747-1793), revolutionair politicus, Saint-Jean de Chartres Mousseaux (GOdF), La Candeur Paris (GOdF), L'Olympique de la Parfaite Estime Paris (GOdF) (voormalig grootmeester)
- Ernest Picard[2]
- Eugène Pottier, revolutionair en dichter van de Internationale
- Pierre-Joseph Proudhon, anarchistisch denker

## R
- Paul Ramadier
- Élisée Reclus (1830-1905), wetenschapper, Les Elus d'Hiram Paris (GOF), ... (GOB)[16]
- Jean-Jacques-Régis de Cambacérès, staatsman
- Amable Ricard[2]
- Maximilien de Robespierre
- Claude Joseph Rouget de Lisle, componist van de Marseillaise
- Maurice Rouvier[2]

## S
- Donatien Alphonse marquis de Sade, schrijver
- Jules Simon[2]
- Joseph Boulogne Chevalier de Saint-Georges, musicus en schermer
- Irénée Séguret
- Louis-Claude de Saint-Martin, mysticus
- Stendhal, schrijver
- Nicolas Jean-de-Dieu Soult, maarschalk van Frankrijk

## T
- Charles Maurice duc de Talleyrand-Périgord, diplomaat en staatsman[13]
- Max Théret
- Gaston Thomson[2]
- Pierre Tirard[2]

## V
- Albert Viger (1843-1926), ... politicus en minister, Etienne Dolet Orléans (GOdF)[2]
- René Viviani (1865-1925), socialistisch politicus en premier, Droit et Justice Paris (GOdF)[14]
- François-Marie Arouet (Voltaire) (1694-1778), schrijver en filosoof[1]

## W
- Jean-Baptiste Willermoz (1730-1824), creator van de Gerectificeerde Schotse Ritus

## Y
- Claude Ysabeau (1754-1831), uitgetreden priester en revolutionair, L'Egalité Bordeaux (GOdF)[14]
- Robert Yves-Plessy (1863-1933), schrijver, L'Effort Paris (GOdF), AASR (33°)[14]

## Z
- Frédéric Zeller (1912), schilder, L'Avant-Garde Maçonnique Paris (GOdF)[14]
- Émile Zola (1840-1902), schrijver, La Française de Saint-Napoléon Marseille (GOdF)[14]

## Verklaring van de gebruikte afkortingen
- GOdF = Grand Orient de France
- GLdF = Grande Loge de France
- GLNF = Grande Loge nationale française
- GLFF = Grande Loge féminine de France
- GLTSO = Grande Loge traditionnelle et symbolique Opéra
- GLFMM = Grande Loge féminine de Memphis-Misraïm
- LNF = Loge nationale française
- GLMU = Grande Loge mixte universelle
- GLMF = Grande Loge mixte de France
- GOB = Grootoosten van België
- GOL = Grootoosten van Luxemburg
- GON = Grootoosten der Nederlanden
- (U)GLE = (United) Grand Lodge of England
- GLS = Grand Lodge of Scotland
- GLSA = Grande Loge Suisse Alpina
- DH = Le Droit Humain
- AASR = Aloude en Aangenomen Schotse Ritus